# Battaglia di Dompaire
La battaglia di Dompaire fu combattuta tra il 12 e il 13 settembre 1944 durante la campagna di Lorena sul fronte occidentale della seconda guerra mondiale.
La battaglia vide di fronte una delle nuove Panzerbrigade affrettatamente costituite dalla Wehrmacht per fermare l'avanzata alleata dopo il crollo del fronte di Normandia e un raggruppamento tattico della 2ª Divisione Corazzata francese del generale Philippe Leclerc, protagonista ad agosto della liberazione di Parigi.
Le unità corazzate tedesche, equipaggiate con panzer moderni e potenti ma costituite da equipaggi giovanissimi ed inesperti, subirono una serie di imboscate da parte dei francesi, molto più esperti e abili tatticamente. Con il supporto dell'aviazione americana, gli equipaggi dei corazzati francesi distrussero gran parte della brigata di carri tedesca subendo poche perdite. I tedeschi dovettero ripiegare e ritardare la prevista controffensiva in Lorena. Lo scontro di Dompaire costituì uno dei più brillanti successi delle unità corazzate francesi durante la seconda guerra mondiale.

## Campagna di Lorena
Dopo il crollo del cosiddetto Invasionfront in Normandia e la rapida avanzata alleata in Francia, gran parte delle forze tedesche della Wehrmacht schierate in occidente erano state distrutte o fortemente indebolite; esse quindi non erano più in grado di opporre resistenza e dovettero effettuare una disastrosa ritirata verso i confini della Germania. Adolf Hitler continuava a mostrare risolutezza e fiducia nonostante le continue e pesanti sconfitte; egli, a dispetto dello scetticismo dei suoi generali, aveva intenzione non solo di arrestare l'avanzata alleata, sfruttando eventualmente le difese della Linea Sigfrido, ma anche organizzare dei contrattacchi in Lorena, con l'impiego di nuove formazioni corazzate per infliggere una sconfitta alle unità di punta americane della 3ª Armata del generale George Smith Patton che stavano progredendo con grande velocità.
L'armata del generale Patton, costituita dal XX Corpo d'Armata del generale Walton Walker e dal XII Corpo d'Armata del generale Manton S. Eddy, soffriva in questa fase di una grave carenza di rifornimenti, soprattutto di carburante, per via della decisione del generale Dwight D. Eisenhower di dare la precedenza nelle forniture al 21º Gruppo d'Armate del feldmaresciallo Bernard Law Montgomery, il quale si preparava a sferrare il suo grande attacco combinato nell'Operazione Market Garden. Nonostante queste difficoltà e il progressivo rafforzamento delle difese tedesche, potenziate dalle prime unità inviate dall'OKW per la prevista controffensiva auspicata da Hitler, le truppe statunitensi di Patton continuarono ad ottenere rilevanti successi, durante la prima settimana di settembre conquistando alcune importanti teste di ponte sulla Mosella a nord e a sud di Nancy.
Nel frattempo stavano risalendo da sud lungo la valle del Rodano le forze alleate del 6º Gruppo d'Armate del generale Jacob L. Devers sbarcate nella seconda metà di agosto sulla costa della Provenza. Per favorire il ricongiungimento delle armate alleate sbarcate in Normandia con quelle in avvicinamento dalla Francia meridionale, il Comando Supremo decise di assegnare al generale Patton un terzo corpo d'armata, il XV Corpo del generale Wade H. Haislip che venne schierato sul fianco destro della 3ª Armata. La formazione di punta del XV Corpo, la 2ª Divisione Corazzata francese, detta anche Division Leclerc dal nome del suo comandante, generale Philippe Leclerc, incontrò il 10 settembre 1944, a ovest di Digione, le truppe provenienti dalla valle del Rodano; a questo punto, le armate alleate in Europa erano schierate su un fronte unico dal Mare del Nord al Mar Mediterraneo.

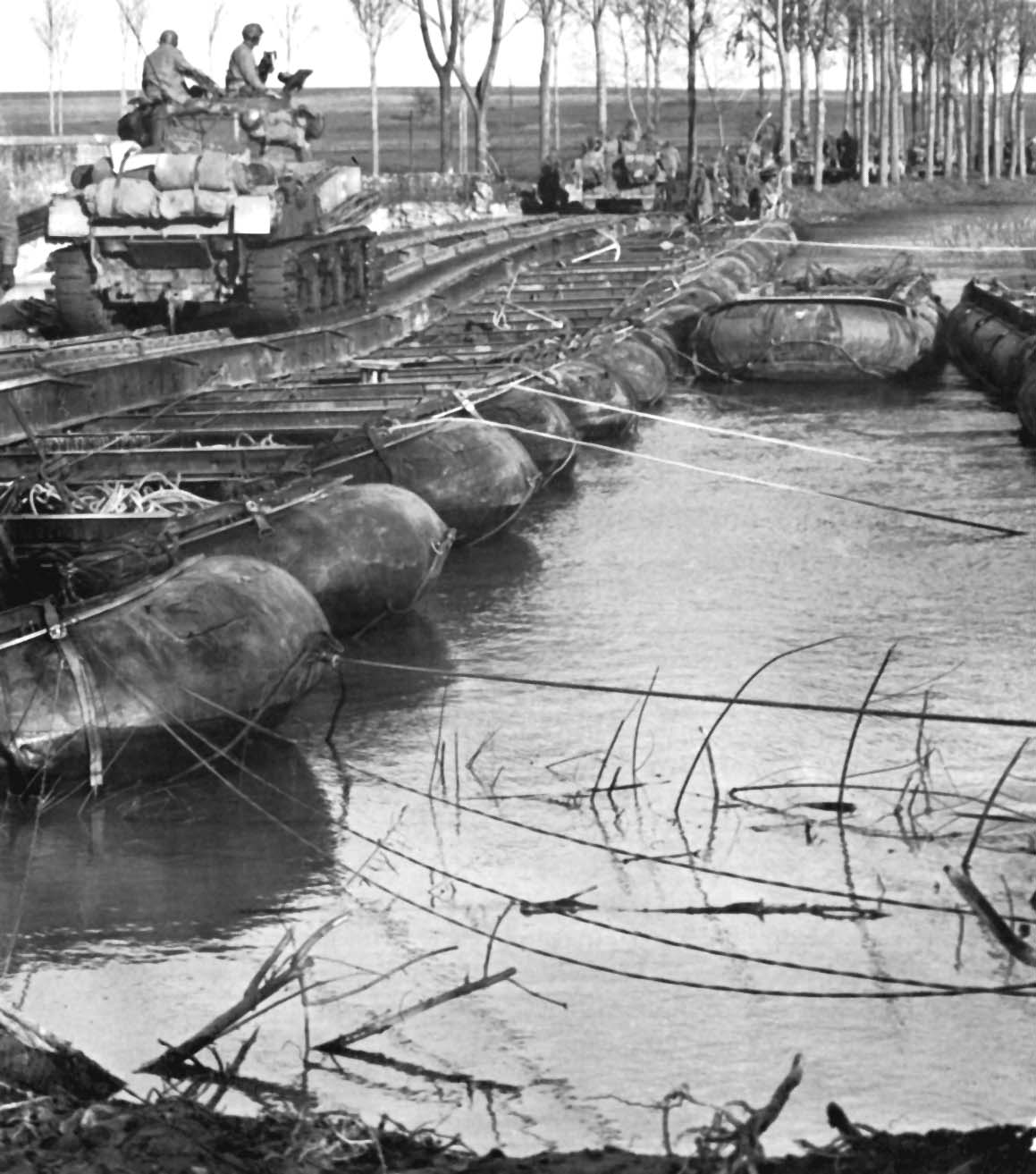
Le colonne corazzate americane avanzano in Lorena attraversando su ponti di barche i corsi d'acqua della regione.

Dopo questo primo successo, il generale Haislip spinse subito in avanti le sue truppe marciando in direzione di Épinal e superando la debole resistenza del LXIV Corpo d'Armata tedesco, comandato del generale Karl Sachs e dipendente dalla 19ª Armata del generale Friedrich Wiese a sua volta agli ordini del Gruppo d'Armate G del generale Johannes Blaskowitz, che cercava di sbarrare la valle della Mosella. Le forze tedesche erano insufficienti e in parte demoralizzate e quindi non furono in grado di arrestare l'avanzata franco-americana; mentre la 79ª Divisione di Fanteria statunitense attaccava una controparte tedesca, il gruppo corazzato di testa del generale Leclerc, il Groupement Tactique Langlade, guidato dal colonnello Paul de Langlade, si spinse in un varco delle difese mettendo in pericolo le retrovie nemiche e avvicinandosi ad Epinal.
L'imprevista avanzata franco-americana verso la Mosella mise in difficoltà l'Alto Comando tedesco; Hitler e l'OB West stavano nel frattempo cercando di raggruppare una consistente forza meccanizzata per sferrare il contrattacco in Lorena; posta al comando dell'esperto generale Hasso von Manteuffel, la ricostituita 5. Panzerarmee avrebbe dovuto comprendere quattro nuove Panzerbrigade. Si trattava di formazioni appena costituite con numerosi carri armati di ultimo modello, guidate da ufficiali veterani provenienti in maggioranza dal fronte orientale ma formate con personale giovane ed inesperto e mancanti di molti elementi logistici e di supporto. Oltre alle quattro brigate di Panzer i piani prevedevano di rinforzare e assegnare al comando del generale von Manteuffel anche la 21. Panzer-Division e la 15. Panzergrenadier-Division. Gli sviluppi negativi della situazione sul campo costrinsero invece il comando tedesco ad impegnare prematuramente una parte di queste formazioni per cercare di risolvere le situazioni locali create dall'avanzata alleata.
L'8 settembre 1944 la 106ª Panzerbrigade intervenne quindi tra Mairy e Briey per cercare di bloccare l'avanzata verso la Mosella del XX Corpo d'Armata americano del generale Walker, ma venne duramente respinta subendo forti perdite; poco dopo, informato dell'irruzione di forze francesi in direzione di Epinal, il generale Blaskowitz decise di trascurare gli ordini di Hitler, che prescrivevano di non sprecare le sue riserve corazzate impiegandole in gruppi separati, e fece entrare in azione la 112ª Panzerbrigade del colonnello Horst von Usedom che, rafforzata da un kampfgruppe della 21. Panzer-Division, avrebbe dovuto rinforzare il LXIV Corpo d'Armata e respingere i francesi a ovest di Epinal.

## Le forze in campo

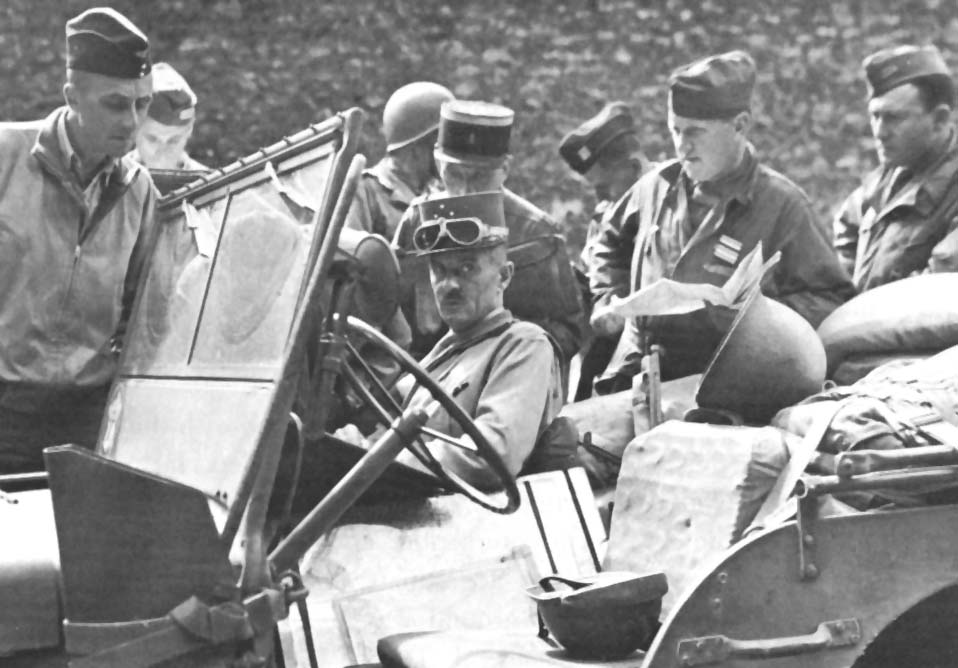
Il generale Philippe Leclerc su una Jeep insieme ai suoi ufficiali.

La 2e Division Blindée francese era guidata dal generale Leclerc ed era stata protagonista delle fasi finali della battaglia di Normandia dove aveva inflitto pesanti perdite alla 9. Panzer-Division ad Alençon; il 24 agosto inoltre i suoi reparti meccanizzati erano entrati per primi a Parigi dopo scontri sporadici nella periferia della capitale contro le retroguardie tedesche. Ritenuta la migliore divisione francese della Francia Libera, era stata trattenuta in un primo tempo a Parigi dal generale Charles de Gaulle e quindi ne era stato prevista l'assegnazione dalla nuova 1ª Armata francese in costituzione in Provenza al comando del generale Jean de Lattre. Alla fine, tuttavia, il generale Leclerc era riuscito ad evitare la subordinazione ad un generale proveniente dall'esercito di Vichy e la sua divisione era stata inviata in Lorena all'interno del XV Corpo americano del generale Haislip. Costituita da personale molto esperto, veterano di oltre tre anni di guerra, proveniente principalmente dalle vecchie formazioni francesi stanziate nelle colonie africane, la 2e division blindée, suddivisa in raggruppamenti tattici, era fortemente motivata e determinata. L'11 settembre 1944 le forze meccanizzate del Groupement Langlade guidavano l'avanzata francese in direzione di Epinal. Più a nord erano in azione, in collegamento con una divisione di fanteria statunitense, gli altri due gruppi tattici della divisione, il Groupement Dio e il Groupement Billotte; il generale Leclerc aveva il suo posto di comando ad est di Vittel.
Nel frattempo i generali Blaskowitz e von Manteuffel avevano messo in movimento le loro forze corazzate per cercare di sbarrare la strada al nemico; la 112ª Panzerbrigade del colonnello von Usedom avanzò divisa in due raggruppamenti e la sera del 12 settembre un battaglione di carri Panzer V Panther entrò nella cittadina di Dompaire ad ovest di Epinal, mentre un secondo gruppo, costituito da un battaglione di carri Panzer IV, avanzò in direzione della cittadina di Darney. I tedeschi si mossero verso ovest senza ricognizioni e senza preoccuparsi di localizzare preventivamente la posizione del nemico e di identificarne la forza. Le truppe tedesche della brigata corazzata erano inesperte, alcuni testimoni descrissero gli equipaggi dei panzer formati da giovanissimi, "quasi dei ragazzi", apparentemente molto ottimisti e scarsamente timorosi di dover affrontare i reparti corazzati francesi. Inoltre le forze corazzate tedesche non disponevano di supporto aereo e mancavano di adeguati reparti di artiglieria.
Il colonnello de Langlade invece venne subito a conoscenza dell'avvicinamento di consistenti forze meccanizzate tedesche grazie anche alle informazioni fornite dalla popolazione locale e fu rapidamente in grado di organizzare le sue forze per affrontare il nemico. Il Groupement era costituito da un battaglione di fanteria meccanizzata e da parti di due battaglioni di carri armati; tatticamente la formazione francese era suddivisa in tre gruppi, denominati dal nome dei loro comandanti, gruppi Massu, Putz e Minjonnet, costituiti ciascuno da alcune compagnie di fanteria, sedici carri M4 Sherman e tre o quattro cacciacarri M10 Wolverine. La forza del Groupement Tactique de Langlade era quindi numericamente più debole della brigata tedesca ma disponeva di adeguato supporto di artiglieria e soprattutto poteva richiedere l'intervento delle forze aeree statunitensi. Inoltre i francesi riuscirono ad individuare la posizione del nemico e a schierarsi su posizioni tatticamente favorevoli.

## La battaglia

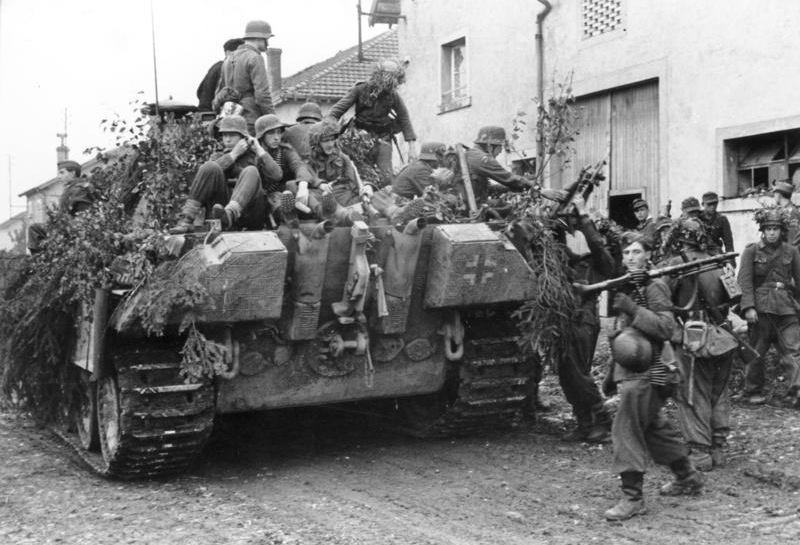
Panzergrenadier tedeschi salgono a bordo di un carro Panzer V Panther per raggiungere l'area di combattimento.

I Panzer tedeschi, la sera del 12 settembre, avevano raggiunto Dompaire; il battaglione di carri Panther si fermò su posizioni esposte a ovest, tra la cittadina e i villaggi di Lamerey e Madonne, e a est senza mantenere il collegamento con il battaglione di carri Panzer IV; invece di effettuare ricognizioni, i carristi preferirono rimanere fermi dentro i villaggi al riparo dalla pioggia che cadde durante la notte. Nel frattempo i francesi poterono prendere posizione senza difficoltà per poter poi cogliere di sorpresa i tedeschi. Il gruppo Massu, comandato dal tenente colonnello Jacques Massu, si portò nella serata del 12 settembre sulle colline a sud e sud-ovest di Dompaire da dove era possibile controllare agevolmente la cittadina; durante questo movimento si verificò un primo scontro tra mezzi corazzati, alla periferia sudoccidentale di Dompaire. Nell'oscurità un gruppo francese, guidato da un ufficiale aggregato dalla Marina militare di nome Durville, con i tre cacciacarri Siroco, Mistral e Simoun affrontò un gruppo di carri Panther; due panzer furono colpiti mentre i francesi persero due jeep e un semi-cingolato. I francesi ripiegarono sulle alture mentre i tedeschi entrarono nella cittadina. Contemporaneamente il gruppo Minjonnet, guidato dal tenente colonnello Pierre Minjonnet, avanzò verso Dompaire provenendo da est; in questo modo i francesi occuparono fin dall'inizio le più importanti posizioni dominanti sulle colline, in parte boscose, intorno a Dompaire con la possibilità di impiegare vantaggiosamente l'artiglieria contro i bersagli a valle. Gli altri raggruppamenti della 2e division blindée erano a nord e a sud, dove a coprire il fianco destro vi era il reparto da ricognizione del tenente colonnello Nicolas Roumiantsoff.
Il mattino del 13 settembre, i tedeschi iniziarono a muovere verso la periferia orientale della cittadina; alcuni carri Panther avanzarono a sud di Lamerey, su un terreno collinoso e boscoso, ma vennero subito sorpresi dai francesi che avevano schierato i cacciacarri M10 del Régiment blindé de fusiliers-marins (reparto costituito da personale proveniente dai fucilieri di marina), pronti ad imboscata sui versanti delle alture. L'enseigne de vaisseau (grado equivalente a quello di tenente) Allogue con i suoi due cacciacarri Orage e Tempête colpì a 900 metri di distanza tre Panther, bloccando immediatamente l'avanzata tedesca. Inoltre gli obici da 105 mm del gruppo Minjonnet colpirono duramente il nemico con un bombardamento improvviso a cui seguì, alle ore 08:00, l'intervento degli aerei americani del XIX Tactical Air Command.
Il colonnello Tower era l'ufficiale di collegamento aereo assegnato al Groupement Langlade ed egli concordò con il tenente colonnello Massu l'attacco dei cacciabombardieri P-47 Thunderbolt del 406° Fighter-Bomber Group. Gli aerei americani attaccarono con razzi, bombe e fuoco di mitragliatrici i Panzer tedeschi in azione a Lamerey e Madonne ottenendo brillanti risultati; secondo i francesi l'attacco disorganizzò la colonna nemica ed almeno otto carri armati furono distrutti. Inoltre, mentre il nemico era sotto attacco aereo, i gruppi meccanizzati francesi poterono muovere per accerchiare completamente i tedeschi dentro Dompaire, occupando le strade principali. Una colonna di carri M4 Sherman occupò il villaggio di Lavieville e raggiunse la periferia occidentale di Dompaire; altri mezzi corazzati e un plotone di M10 salirono sulle colline verso Bouzemont alle spalle dei tedeschi; i cacciacarri di Allogue distrussero altri due Panther, mentre il resto del gruppo Minjonnet bloccò la strada per Epinal.

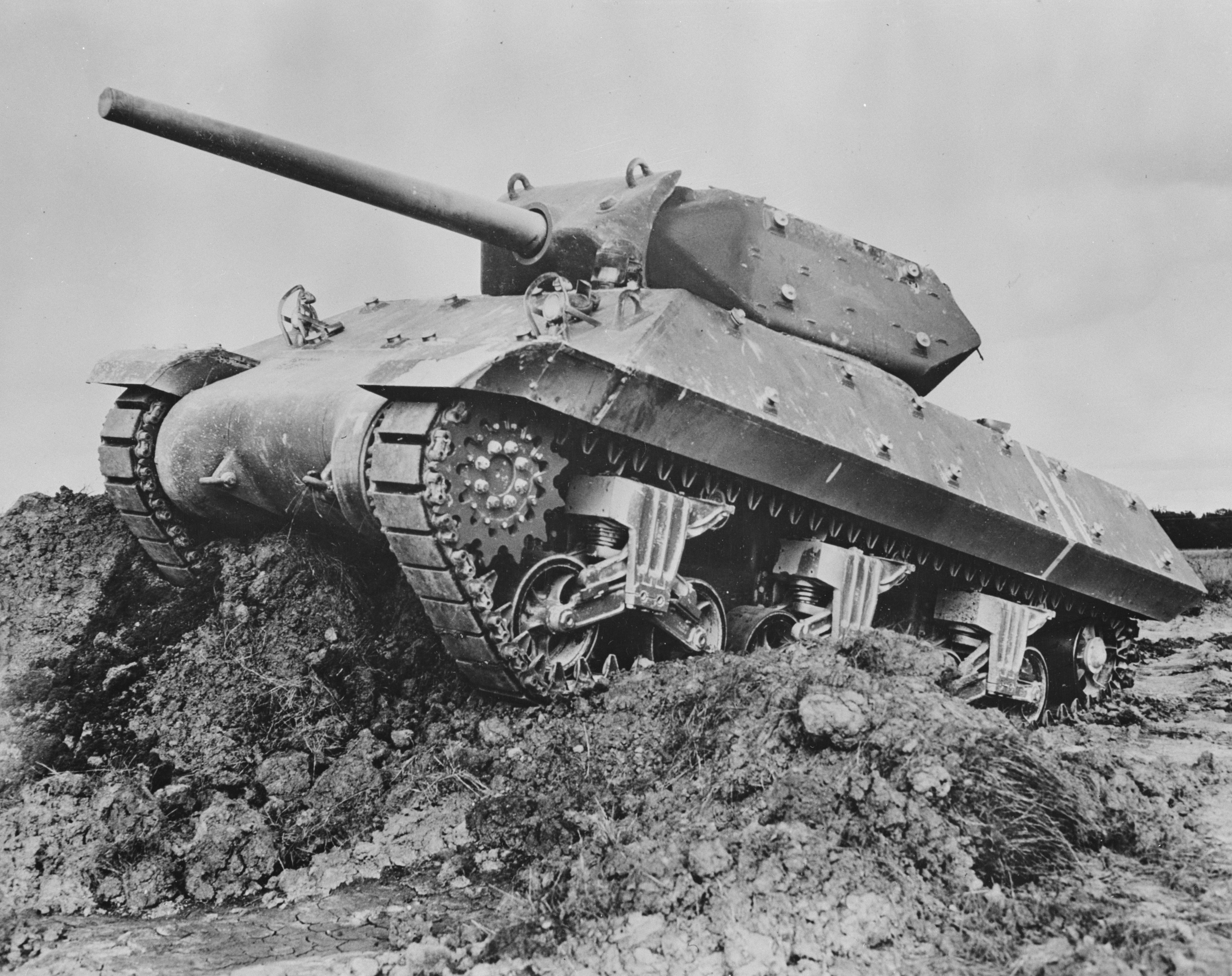
Un cacciacarri M10 come quelli impiegati dai francesi a Dompaire.

Alle ore 11:00, i cacciabombardieri P-47 sferrarono un secondo attacco; nonostante qualche problema di identificazione dei bersagli per la presenza dei mezzi corazzati francesi alla periferia di Dompaire, l'azione degli aerei americani disorganizzò ulteriormente le forze tedesche che finirono nel panico; secondo le testimonianze degli abitanti, alcuni giovani carristi cercarono di fuggire abbandonando i loro mezzi. La situazione del battaglione di Panther, esposto agli attacchi aerei e quasi circondato dai francesi, appostati sulle colline e agli sbocchi delle strade, era ormai critica e quindi il battaglione dei carri Panzer IV che era stanziato a Darney venne chiamato in soccorso, avanzando da sud verso Dompaire. Il kampfgruppe era costituito da reparti di panzergrenadier e da alcuni Panzer IV e in un primo momento mise in difficoltà i francesi; il gruppo Minjonnet rischiava di essere attaccato da due lati e inoltre il posto di comando del colonnello Langlade si trovava nel villaggio di Ville-sur-Illon, sulle alture a sud della città, proprio sulla strada di marcia del gruppo meccanizzato tedesco; i tedeschi furono avvistati alle ore 13:30.
Pare però che i panzergrenadier tedeschi si attardarono per depredare un deposito di vettovaglie incontrato lungo la strada, perdendo il contatto con i Panzer, mentre il colonnello Langlade reagì rapidamente e organizzò uno sbarramento improvvisato lungo la strada maestra con un piccolo numero di M4 Sherman del 12e Régiment Chasseurs d'Afrique, cacciacarri M10 e cannoni anticarro. I carri Panzer IV di punta incapparono nello sbarramento e subirono subito delle perdite: gli Sherman spararono ai cingoli dei mezzi corazzati, per immobilizzarli e poterli colpire ai fianchi, e due carri tedeschi furono distrutti a distanza ravvicinata. Altri tre furono eliminati da un'imboscata di M10 del tenente Allogue. Nel frattempo la fanteria tedesca era arrivata sul campo ma venne bloccata dal fuoco delle mitragliatrici francesi; alla fine, il colonnello Langlade preferì evacuare il suo posto di comando e riunirsi al grosso del gruppo Minjonnet schierato vicino a Dompaire. Il generale Leclerc era preoccupato per le notizie provenienti dal Groupement Langlade, tuttavia, mentre il Groupement Billotte veniva fatto avvicinare da nord in supporto, egli concordò con il colonnello de Langlade e il tenente colonnello Massu di non ripiegare e continuare ad impegnare le forze corazzate nemiche.

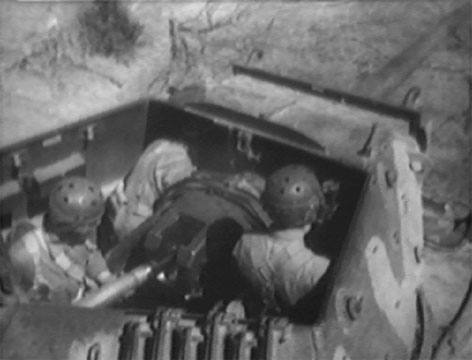
Equipaggio di un cacciacarri M10.

Nel frattempo il battaglione di carri Panther bloccato nella cittadina aveva subito nel pomeriggio altri due attacchi aerei di cacciabombardieri americani che inflissero ulteriori danni. I Panzer tedeschi sferrarono una serie di deboli attacchi con piccoli gruppi di carri armati verso sud ed est per cercare di sfondare il cerchio stabilito dai francesi sulle alture. Questi tentativi si rivelarono inutili e costarono altre pesanti perdite ai carri tedeschi che furono sorpresi e colpiti sui fianchi a distanza ravvicinati dai mezzi corazzati francesi dei gruppi Massu e Minjonnet appostati in posizioni accuratamente organizzate sui declivi delle alture e mascherati tra gli alberi da frutto e i pini presenti sul terreno. Sei Panther furono messi fuori combattimenti dai francesi nei pressi del cimitero di Dompaire, dove il tenente colonnello Massu aveva posto il suo centro di comando; durante un nuovo scontro, in serata, i tedeschi persero altri carri sotto il fuoco di alcuni cacciacarri; il Siroco rivendicò la distruzione di tre Panther. Altri tre mezzi corazzati tedeschi furono distrutti dal Mistral del tenente Warter. In un'occasione, i tedeschi furono respinti dal fuoco di cannoni anticarro da 57 mm, mentre la potente artiglieria da campo da 105 mm francese durante tutto il giorno colpì con precisione le posizioni nemiche.
Alla fine della giornata la brigata corazzata tedesca aveva ormai perso la maggior parte dei suoi mezzi, il battaglione di carri Panther bloccato a Dompaire aveva ancora disponibili solo quattro mezzi corazzati, mentre il gruppo di Panzer IV che aveva attaccato Ville-sur-Illon aveva perso molti carri e i panzergrenadier erano stati respinti. Erano rimasti in azione con solo diciassette carri. Nel primo mattino del 14 settembre, il tenente colonnello Massu entrò con i suoi uomini a Dompaire, pesantemente danneggiata dai combattimenti; i superstiti tedeschi avevano abbandonato la cittadina verso nord e i francesi trovarono i resti di 33 carri nemici distrutti di cui 13 colpiti dai mezzi corazzati e 16 dagli attacchi aerei, oltre a quattro carri abbandonati. Risultò che i mezzi tedeschi erano di produzione recentissima, essendo stati consegnati solo il 15 agosto.
Il comando tedesco aveva organizzato una colonna di soccorso per cercare di disimpegnare la brigata corazzata del colonnello von Usedom, in grave difficoltà a Dompaire. Il 14 settembre il colonnello Hans von Luck tentò di avanzare verso ovest con un kampfgruppe costituito con carri e panzergrenadier della 21. Panzer-Division ma il gruppo Minjonnet era stato rinforzato con l'intervento a nord di Ville-sur-Illon da gruppo Putz e ad Hennecourt i tedeschi furono rapidamente bloccati dall'intervento dell'artiglieria da campo. Dopo questo nuovo fallimento, il comando tedesco decise di rinunciare ad ulteriori attacchi e fece ripiegare il kampfgruppe di von Luck insieme ai superstiti della 112ª Panzerbrigade verso Epinal per risparmiare le sue forze in vista della controffensiva in Lorena ordinata da Hitler.

## Bilancio e conclusione

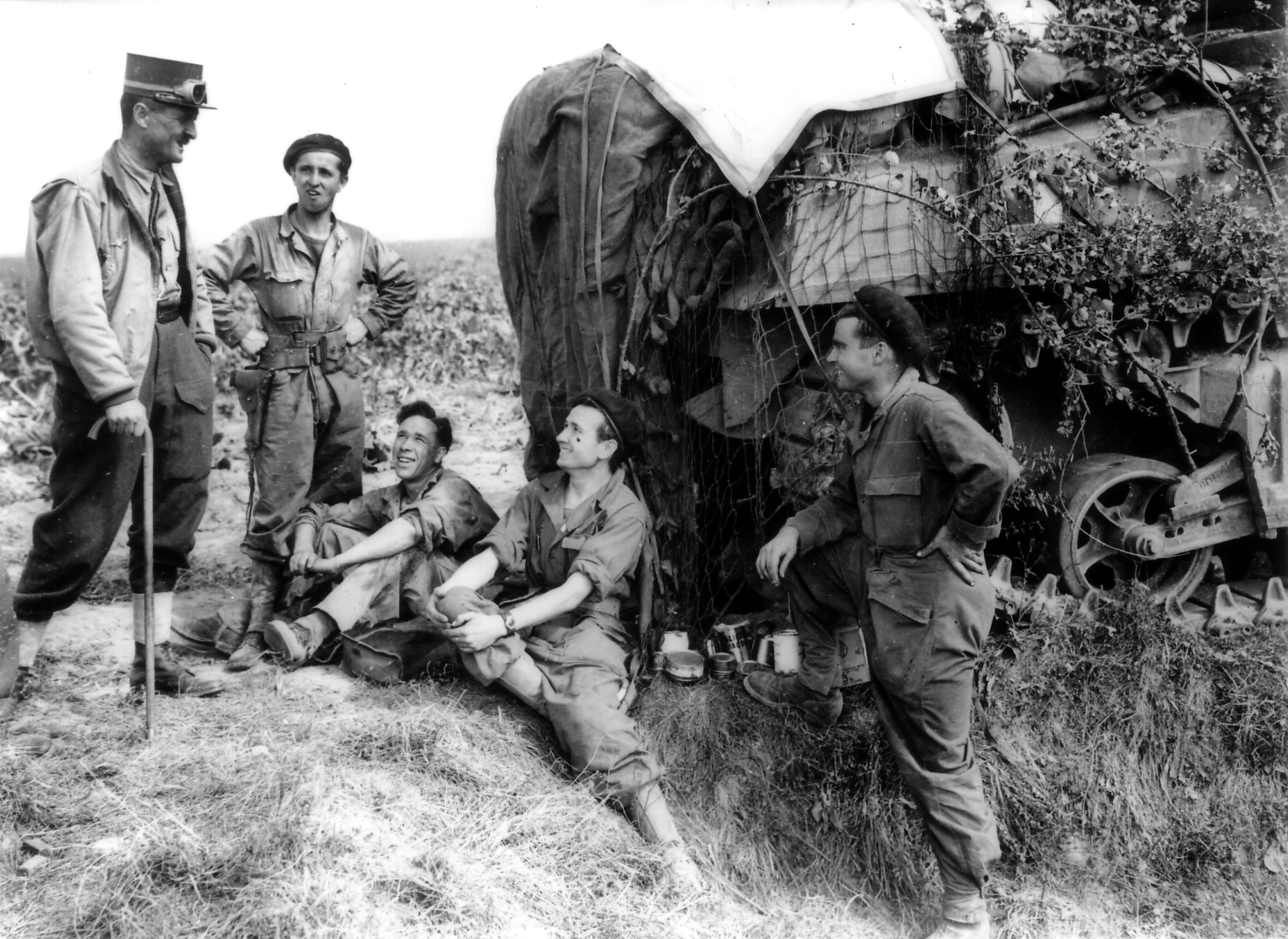
Il generale Leclerc a colloquio con l'equipaggio di un carro armato

La battaglia di Dompaire si concluse quindi con la ritirata dei tedeschi e con la quasi completa distruzione di una delle preziose panzerbrigade organizzate in fretta su ordine di Hitler per ricostituire riserve corazzate moderne sul fronte occidentale. Al termine dei due giorni di combattimenti la 112ª Panzerbrigade scese da 96 carri operativi a 21 mezzi corazzati in grado di combattere; il Comando Supremo tedesco ammise la perdita di 34 Panther e 26 Panzer IV e il Gruppo d'Armate G scrisse nel suo rapporto giornaliero del 13 settembre di "perdite incredibilmente alte". Dal punto di vista operativo la disfatta tedesca ebbe anche importanti conseguenze strategiche: dopo la ritirata delle indebolite forze corazzate, il XV Corpo d'Armata del generale Haislip poté raggiungere con facilità il corso della Mosella entro il 17 settembre. Una divisione di fanteria tedesca fu accerchiata dalle colonne convergenti franco-americane, mentre i resti del LXIV Corpo d'Armata tedesco si ritirarono; il 19 settembre il generale Haislip attraversò con le sue forze la Mosella e avanzò a sud di Lunéville, allineandosi in questo modo con gli altri due corpi statunitensi della 3ª Armata del generale Patton che erano già a est del fiume.
La 2ª Divisione Corazzata francese del generale Leclerc conseguì un'importante vittoria a Dompaire, continuando la sua vittoriosa marcia, che, iniziata dalla Normandia, sarebbe terminata nel 1945 a Berchtesgaden nel cuore del Terzo Reich. A costo di poche perdite, cinque carri medi M4 Sherman, due carri leggeri M5, due jeep, due semi-cingolati e 44 morti, aveva praticamente distrutto una brigata corazzata tedesca, dotata di Panzer di ultimo modello, dimostrando l'abilità tattica dei suoi comandanti e l'esperienza e la combattività dei suoi uomini equipaggiati con l'ottimo materiale fornito dagli americani. Importante era stato anche il contributo del supporto aereo fornito dai cacciabombardieri statunitensi che persero un solo P-47 e distrussero con i loro attacchi una parte rilevante dei mezzi cingolati tedeschi; il generale Haislip parlò di un "brillante esempio" di efficace cooperazione aero-terrestre.
Nonostante le deludenti esperienze con le prime panzerbrigade impegnate in azione, dimostratesi inesperte e tatticamente poco efficaci, Hitler non modificò i suoi progetti dopo la sconfitta di Dompaire e al contrario prescrisse ai generali Blaskowitz e von Manteuffel di concentrare le altre formazioni corazzate disponibili e contrattaccare l'armata del generale Patton a nord di Luneville. Dal 19 al 22 settembre quindi si verificarono i duri scontri tra carri nella battaglia di Arracourt che terminarono con una nuova sconfitta tedesca stavolta contro le unità corazzate americane.